# Repbron i Hussaini
Repbron i Hussaini spänner över Borithsjöns utlopp i floden Hunza i autonoma provinsen Gilgit-Baltistan, som tidigare kallades Norra området, i Pakistan. Borithsjön, som ligger 2 500 meters höjd, är en del av floden Gilgit, vattensystem.
Repbron är en gångbro över floden, vilken förenar byarna Hussaini och Zarabad. Den har ett däck med brädor med betydande mellanrum.
Pakistans dåvarande president Ayub Khan besökte 1960 Zarabad för att jaga och beordrade då att en bro skulle byggas. Den blev klar 1967–1968.